# Kuzmînți, Kaharlîk
Kuzmînți (în ucraineană Кузминці) este localitatea de reședință a comunei Kuzmînți din raionul Kaharlîk, regiunea Kiev, Ucraina.

## Demografie
Componența lingvistică a localității Kuzmînți
     Ucraineană (98,54%)
     Rusă (1,46%)
Conform recensământului din 2001, majoritatea populației localității Kuzmînți era vorbitoare de ucraineană (98,54%), existând în minoritate și vorbitori de rusă (1,46%).